# لوا لوا فیلاریازیس
لوا لوا فیلاریازیس نام بیماری پوستی و چشمی است که توسط نوعی کرم لوله‌ای به نام لوا لوا ایجاد می‌شود. انسان‌ها هدف این انگل هستند و مگس گوزن و مگس انبه ناقل این انگل هستند. انگل بالغ در بافت زیرجلدی حرکت می‌کند یا گاهی در ملتحمهٔ چشم قرار می‌گیرد. در صورت قرار گرفتن در چشم به آسانی قابل مشاهده می‌باشد. لوا لوا به طور معمول به دید فرد آسیب نمی‌رساند اما درد زیادی را هنگام حرکت در کرهٔ چشم یا پل بینی ایجاد می‌کند.
این بیماری می‌تواند موجب تورم، قرمزی و خارش در زیر پوست شود که به این حالت تورم کالبر گفته می‌شود و درمان آن با دی اتیل کاربامازین است.
کرم‌هایی که در چشم زندگی می‌کنند، با عمل جراحی خارج می‌شوند.